# Samsara

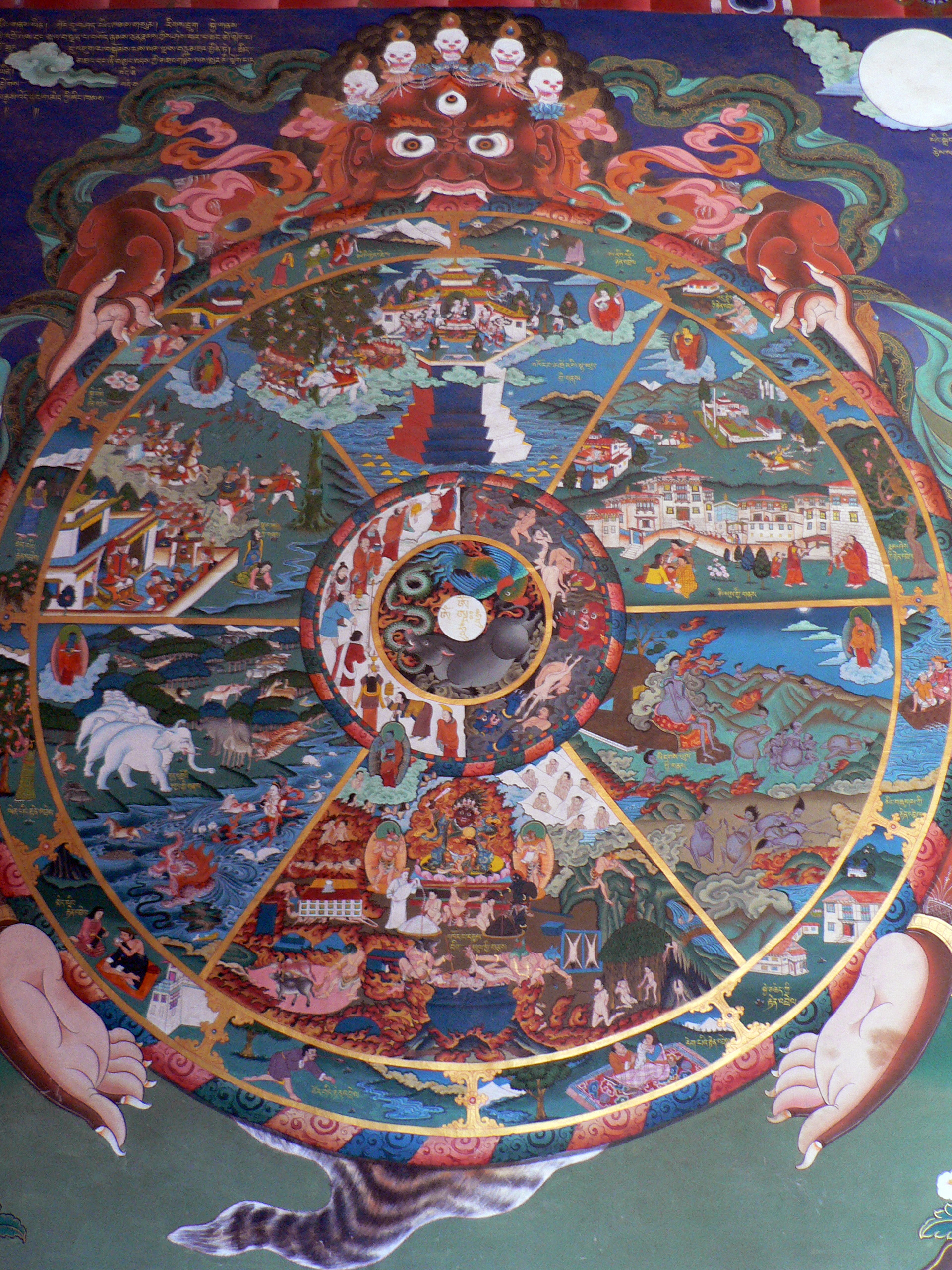
Pintura tradicional tibetana o thangka que muestra la Bhavacakra (rueda de la vida) y los rayos del saṃsāra

Saṃsāra (en sánscrito: संसार) es el ciclo de nacimiento, vida, muerte y encarnación (renacimiento en el budismo) en las tradiciones filosóficas de la India; en el hinduismo, budismo, jainismo, bön, sijismo y también en otras como el gnosticismo, los Rosacruces y otras religiones filosóficas antiguas del mundo.
Según estas religiones en el transcurso de cada vida, el Dharma (el camino correcto de cómo actuar en la vida) y el Karma (consecuencias de lo realizado, que puede ser tanto negativo como positivo), determinan el destino futuro de cada ser en "el proceso del llegar a ser" (evolución o involución).  Este proceso cíclico termina con el logro del moksha (liberación del ciclo del nacimiento y de la muerte).
Unas de las enseñanzas centrales asociado al Samsara es que todos los seres están interconectados,  y pueden renacer (dependiendo de sus acciones) como cualquier ser que este atrapado o afectado por el ciclo Karmico. Así, según las tradiciones dependiendo del Karma acumulado, no necesariamente un ser humano renacerá siempre como uno, pudiendo renacer como un animal, o incluso como seres o criaturas míticas, tales como los Asuras, Devas, Pretas, etc. que habiten dentro de los Seis reinos del samsara.

## Etimología
Saṃsāra deriva del sánscrito saṃsārí, que significa 'fluir junto', 'pasar a través de diferentes estados', 'vagabundear'. "Samsara" es la raíz de la palabra malaya "sengsara" que significa sufrimiento. La persona sujeta al saṃsāra se llama saṃsāri.
Los orígenes históricos del concepto del ciclo de repetición, reencarnación, no están claros, pero la idea aparece frecuentemente en textos religiosos y filosóficos de la antigua Grecia e India durante la primera mitad del primer milenio A.C. Orfismo, Platonismo, Jainismo y Budismo discuten sobre la transmigración de los seres de una vida a otra. En la India el concepto parece haberse originado en la religión védica por la heterogenia cultura shramanica. El budismo y el jainismo son la continuación de esta tradición. También el movimiento temprano de los Upanishad fue influenciado por él. La reencarnación fue adoptada por el brahmanismo védico ortodoxo. Los brahmanes escribieron por primera vez estas ideas en los primeros Upanishad.

## Ciclo de nacimientos y muertes
Samsara es el ciclo de nacimientos, vida, muertes y renacimientos en la mayoría de las tradiciones filosóficas de la India incluyendo hinduismo, budismo y jainismo. Estas tradiciones difieren en la terminología con la que describen al proceso y cómo es interpretado.
La mayoría de estas religiones consideran al samsara negativamente, como un estado de sufrimiento y/o ignorancia del que hay que escapar o trascender. Algunos como los advaitas, consideran que el mundo y la participación en el samsara es fundamentalmente maya (la ilusión de la realidad), que nos tiene "atrapado" a través de las Guna. Sin embargo igualmente en estas religiones se ve al samsara como un instrumento y/o oportunidad para que los seres puedan experimentar los opuestos y vivir las experiencias requeridas para desarrollar discernimiento (viveka) y desear la liberación (moksha).

## En el hinduismo
Dentro de las diferentes denominaciones en el hinduismo, el samsara es visto como mera ignorancia de la verdadera naturaleza del ser: no hay diferencia entre el atman del individuo (el yo) y Brahman (lo divino). Debido a avidya ('ignorancia', lo contrario de vidya) el ser cree en la realidad del mundo temporal y fenoménico, lo que lleva a la confusión de creer que el cuerpo material es el yo verdadero. Ese estado de ilusión es conocido como māyā; la cual nos mantiene dentro del Kamaloka, es decir, el reino del deseo o reino de la necesidad del Triloka (los tres reinos de la existencia, que conforman la realidad total del universo); y que operan bajo las reglas de Ritá y las leyes del Dharma, como parte del "juego" de Līlā que nos mantendría en maya.
Para el hinduismo, el Karma que nos mantiene en el Samsara es consecuencia de las Gunas (cualidades de la naturaleza) que están presentes en mayor o menor grado en cada ser que esta envuelto en la ilusión de maya y nos mantiene en la ignorancia (avidya). Entre las causas de como las gunas nos mantienen en el Samsara, es que el karma es afectado por las gunas, las cuales propician el desarrollo de los vrittis (tendencias mentales) y samskaras (impresiones mentales); que generan los pensamientos y tendencias mentales que a su vez producen y/o dejan las impresiones karmicas (buenas y malas) que mantienen al individuo en el Samsara. 
Así, según el hinduismo personalista el samsara es generado por el deseo del individuo de disfrutar aparte de la Divinidad y sus allegados.

### Liberación del saṃsāra
El hinduismo tiene varios términos para referirse al estado de liberación de la materia, como mokṣa, mukti, svasthya, samādhi o mahasamadhi.
Las tradiciones de yoga sostienen creencias diferentes. Mokṣa o liberación se puede alcanzar mediante:
- el karma ioga o el sendero de la acción altruista, que subvierte el ego y obliga a la comprensión de la unidad de todo.
- el gñāna ioga (o yoga del conocimiento) mediante la discriminación entre lo que es real y lo que es maia, por medio de una intensa contemplación y del estudio de las Escrituras védicas.
- el rāja yoga (meditación) en el cual implica un espectro de prácticas que incluyen variadas técnicas.
- el bhakti yoga camino espiritual o devoción a lo Divino.

## En el jainismo
En el jainismo, karma, anuva (ego) y el velo de māiā son considerados puntos centrales de sus creencias.
En el jainismo, la única liberación del samsara se llama mokṣa o mukti. El Saṅsāra es la existencia mundana caracterizada por los continuos renacimientos y reencarnaciones en varias formas de existencia. Se describe como una existencia llena de sufrimiento y miseria a la que, por tanto, merece la pena renunciar. El Saṃsāra está con todos los seres ya que el alma está atada al Karma desde siempre, sin ni siquiera un comienzo temporal.

## En el budismo

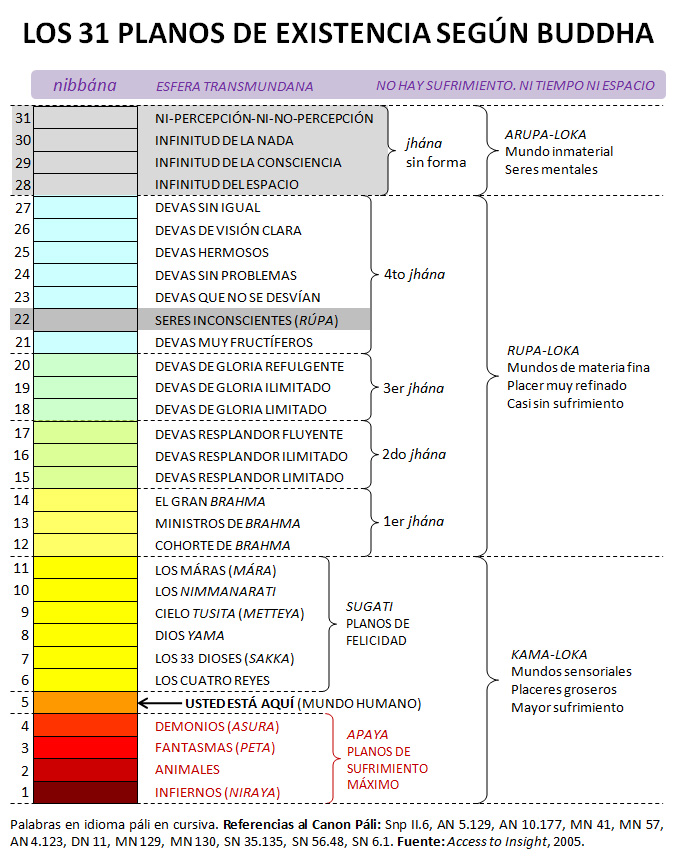
Esquema del samsara según el Canon Páli.

Se corresponde con el dukkha (sufrimiento), propio de la ilusión del mundo material (mara) que es alimentado por el klesa (estados mentales negativos), y del que los seres humanos son los únicos seres renacidos dentro de los Seis reinos del samsara, que son capaces de distanciarse al entender la verdadera naturaleza de la realidad, mediante la liberación, y, posteriormente, de separarse, mediante el nirvana. El tiempo necesario para liberarse del samsara depende de las prácticas espirituales y del karma acumulado en vidas anteriores.

### En el budismo Mahāyāna
Los budistas mahayana utilizan el término para referirse a uno de los cinco skandhas o estratos que forman la personalidad humana

## En las religiones europeas primitivas
El samsara en las religiones europeas primitivas como el gnosticismo tiene su origen en tradiciones tales como el moabicismo. En estas religiones el samsara era un ciclo de nacimiento-muerte-nacimiento que tenía un total de 108 vidas en el reino de los humanos y otras como vegetal o animal. Terminada la última vida en el reino de los humanos, el difunto era enjuiciado en el mundo de Netzáh con Anubis y los tribunales del karma, en el cual si su Dharma sobrepasaba la balanza, se iba a un lugar de trascendencia en el cielo y si su karma era más abundante involucionaba en animal y luego en planta, y así sucesivamente hasta el ser viviente más básico; sin embargo posteriormente volvía a evolucionar y pasar progresivamente por los reinos de la existencia. La obra más conocida acerca del tema esta en el libro Pistis Sophia y otros pergaminos y papiros escritos en copto. En Egipto el término Dharma era Maat (pluma de avestruz), alegorizando que la sutileza de sus obras debían ser muy livianas en comparación con el Karma, que metafóricamente eran peso para la balanza cósmica.

## En el judaísmo
Es sistemáticamente negado en el judaísmo. La Biblia hebrea la contradice explícitamente en diversas ocasiones, la más clara puede ser en Daniel 12:2: "Y muchos de los que duermen en el polvo de la tierra serán despertados, unos para la vida eterna, y otros para la vergüenza y confusión perpetua".
Sin embargo, en la rama cabalística del judaísmo, es central la creencia en su propio ciclo de reencarnaciones conocido como Gilgul Neshamot (ciclo del alma).

## Samsara y Filosofía
Frente a la Filosofía, Samsara se parte en dos significados: el común y el propiamente filosófico. El común se refiere a la visión religiosa, un alma que viaja de cuerpo en cuerpo mientras va consumiendo el Karma acumulado por los actos en vidas pasadas. El filosófico toma este conjunto de creencias populares como un símbolo de:
- Cualquier proceso que implique la repetición de un acto hasta lograr un equilibrio o una satisfacción (por ejemplo, ensayar una melodía hasta tocarla correctamente).
- El reconocimiento de uno mismo en todos los seres. En ese sentido, el conjunto de reencarnaciones de una persona son simultáneas, y no transcurre tiempo entre cada una de ellas.